# Phaedon
Phaedon là một chi bọ cánh cứng trong họ Chrysomelidae.
Chi này được miêu tả khoa học năm 1829 bởi Latreille.

## Các loài
Các loài trong chi này gồm:
- Phaedon alpina Ge, Wang & Yang, 2002
- Phaedon apterus Chen, 1984
- Phaedon armoraciae Linnaeus, 1758
- Phaedon balangshanensis Ge, Wang & Yang, 2002
- Phaedon besucheti Daccordi, 1984
- Phaedon cheni Daccordi, 1979
- Phaedon chujoi Daccordi, 1979
- Phaedon cochleariae Fabricius, 1792
- Phaedon concinnus Stephens, 1831
- Phaedon cupreum Wang, 1992
- Phaedon desotonis Balsbaugh, 1983
- Phaedon flavotibialis Lopatin, 2005
- Phaedon fulgida Ge & Wang in Ge, Yang & Cui, 2003
- Phaedon gressitti Daccordi, 1979
- Phaedon kabakovi Lopatin, 1998
- Phaedon kimotoi Daccordi, 1979
- Phaedon laevigatus Duftschmid, 1825
- Phaedon lesngei Daccordi, 1984
- Phaedon limbatus Lopatin, 2002
- Phaedon magnificus Lopatin in Lopatin & Kulenova, 1985
- Phaedon menthae Wollaston, 1864
- Phaedon poneli (Bergeal, 2001)
- Phaedon potentillae (Wang, 1992)
- Phaedon pseudopyritosus (Codina Padilla, 1963)
- Phaedon pyritosus Rossi, 1792
- Phaedon salicinus Heer, 1845
- Phaedon sichuanicus (Lopatin, 2006)
- Phaedon thompsoni Daccordi, 1978
- Phaedon tumidulus Germar, 1824
- Phaedon wittmeri Daccordi, 1979
- Phaedon wumingshanensis Ge, Wang & Yang, 2002